# Letošov

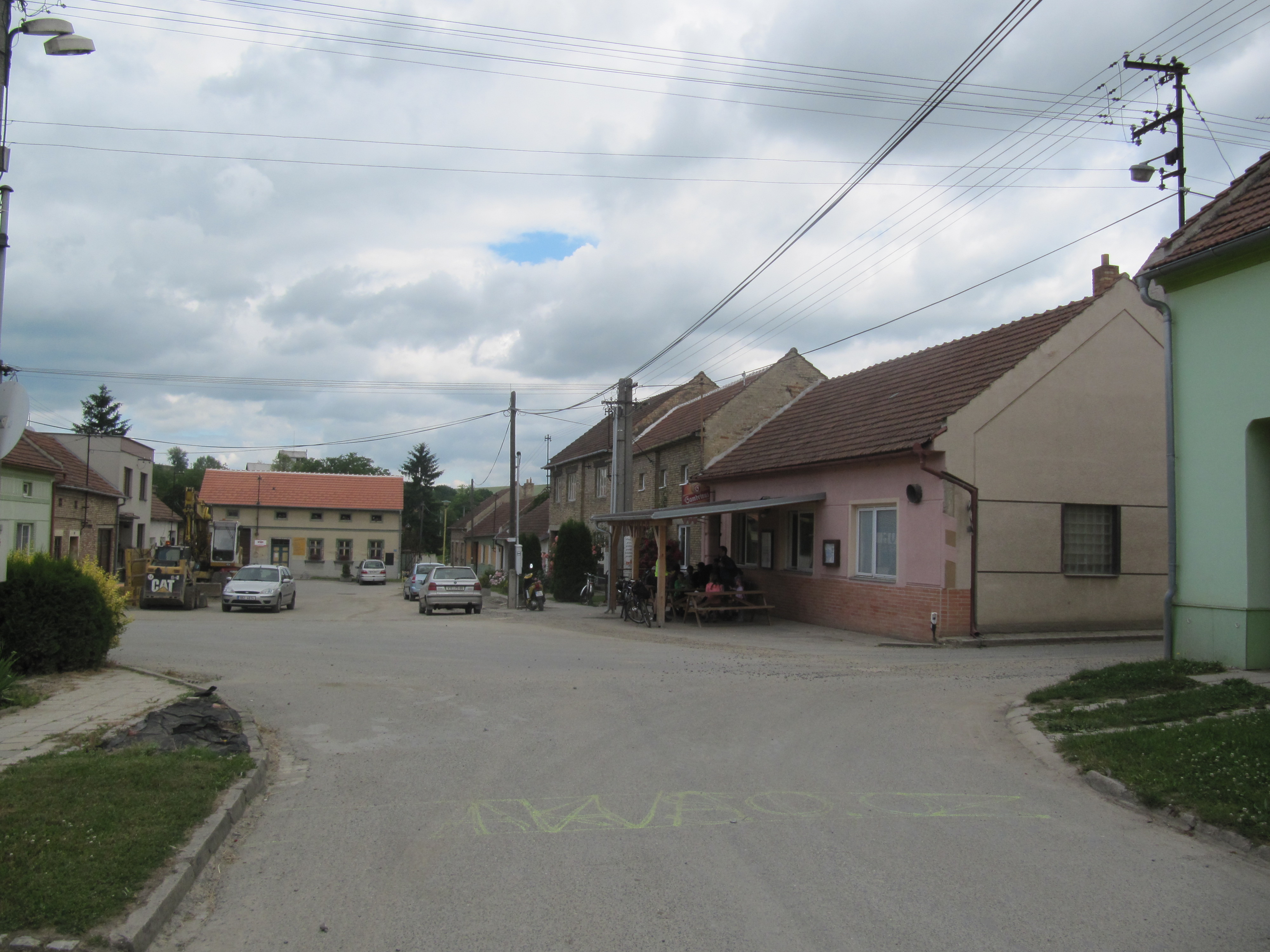
Letošov in Tschechien

Letošov (deutsch Letoschau, früher Lettoschau) ist ein Ortsteil der Gemeinde Nesovice in Tschechien. Er liegt sechs Kilometer östlich von Bučovice und gehört zum Okres Vyškov.

## Geographie
Letošov befindet sich im Norden des Naturparks Ždánický les am linken Ufer der Litava (Leitha). Nordöstlich erheben sich die Kopánky (349 m) und Soudny (328 m), südöstlich die Vysoká (347 m), im Süden der Nebštich (377 m), südwestlich der Strašník (340 m), westlich der Černecký hájek (355 m) und im Nordwesten der Milonický hájek (344 m). Am gegenüberliegenden Ufer der Litava verlaufen die Straße E 50/I/50 von Brno nach Uherské Hradiště sowie die Bahnstrecke Brno – Veselí nad Moravou. Dort liegt auch die Bahnstation Nesovice.
Nachbarorte sind Milonice und Nesovice im Norden, Nové Zámky im Nordosten, Nemotice und Snovídky im Südosten, Haluzice und Lovčice im Süden, Ždánice und Nevojice im Südwesten, Vícemilice und Bučovice im Westen sowie Černčín und Kojátky im Nordwesten.

## Geschichte
Die erste schriftliche Erwähnung der Feste und des Dorfes Lethoschow erfolgte im Jahre 1374 als Sitz des Vladiken Jindřich von Nevojice. 1474 wurde Mikuláš Bystřice von Ojnice als Besitzer der Feste genannt. Im 16. Jahrhundert erwarb Jan Šembera Černohorský von Boskowitz Letošov zusammen mit Nevojice. Nachdem die Boskowitzer 1597 im Mannesstamme erloschen, fiel Letošov den Liechtensteinern zu. Beim Einfall der Ungarn und Kumanen nach Mähren wurde Letošov während des Dreißigjährigen Krieges fast ausgelöscht. 1624 gerieten die Eindringlinge bei Letošov in einen vernichtenden Hinterhalt. Auf dem  knapp einen Kilometer vom Dorf an einem Hügel gelegenen Schlachtfeld wurden in der Vergangenheit eine Vielzahl von Gebeinen gefunden. Nach Kriegsende lagen 27 der 32 Anwesen des Dorfes wüst. Zu Beginn des 18. Jahrhunderts bestand Letošov aus 48 Häusern. Das Dorf war zunächst nach Bučovice gepfarrt. 1785 wurde Letošov der neu eingerichteten Pfarre Nevojice zugeordnet. Im selben Jahre entstand in Nevojice eine Pfarrschule, in der auch die Kinder aus Letošov unterrichtet wurden. 1833 brach in Letošov die Cholera aus. Im Jahre 1834lebten in den 51 Häusern des Dorfes 288 Menschen.
Nach der Aufhebung der Patrimonialherrschaften war Letošov ab 1850 eine Gemeinde in der Bezirkshauptmannschaft Wischau. 1855 wurde die Straße von Letošov über Nové Zámky nach Snovídky gebaut. 1866 war das Dorf erneut von einer Choleraepidemie betroffen. In den 1870er Jahren wurde im Tal der Litava eine Eisenbahnstrecke errichtet, die von Brünn über Ungarisch Hradisch nach dem Wlarapass führte. 1878 wurde der Bahnverkehr aufgenommen. 1880 bestand Letošov aus 70 Häusern. 1885 wurde in Letošov eine einklassige Dorfschule eingerichtet. Die Liechtensteiner vereinten 1890 die Herrschaften Steinitz und Butschowitz zum Gut Butschowitz-Steinitz. 1896 gründete sich eine gemeinsame Freiwillige Feuerwehr für Letošov und Nesovice. Diese spaltete sich drei Jahre später nach Streitigkeiten zwischen den Gemeindevorstehern in zwei Feuerwehren in Letošov und Nesovice auf. Die Schule wurde 1910 für einen zweiklassigen Schulbetrieb erweitert. Während der Bodenreform wurden zwischen 1921 und 1924 Teile des Gutes Nové Zámky parzelliert und an Bewohner der Dörfer Nesovice, Nové Zámky, Letošov und Dobročkovice verkauft. 1930 bestand die Gemeinde Letošov aus 95 Häusern und hatte 421 Einwohner. 1933 kaufte die Gemeinde Nesovice den südöstlich von Letošov gelegenen Wald  Vysoká    von den Fürsten von Liechtenstein. Ein Teil davon wurde gerodet und der Ortsteil Nové Zámky entlang der Straße nach Snovídky auf das linke Ufer der Litava erweitert. Dadurch wuchsen Nesovice, Letošov und Nové Zámky zusammen. 1938 wurde nördlich des Dorfes die Fernstraße von Bučovice nach Brankovice angelegt. In dieser Zeit begann auch der zweigleisige Ausbau der Bahnstrecke. 1942 wurde Letošov nach Nesovice eingemeindet. Die Schulen in Letošov und Nesovice wurde mit Beginn des Schuljahres 1954/55 zusammengeschlossen. Fortan wurde die Nesovicer Schule als Volksschule genutzt und in der Letošover Schule der Kindergarten untergebracht. Zwischen 1950 und 1960 gehörte Letošov zum Okres Bučovice und kam nach dessen Aufhebung mit Beginn des Jahres 1961 zum Okres Vyškov zurück. 1991 wurden in Letošov 336 Einwohner gezählt. Beim Zensus von 2001 lebten in den 131 Häusern des Dorfes 334 Personen.

## Ortsgliederung
Zu Letošov gehört die Ortslage Chaloupky.

## Sehenswürdigkeiten
- Renaissanceschloss Nové Zámky in Nové Zámky, nordöstlich des Dorfes, der unvollendete Bau entstand in den Jahren 1561–1569 und ist in seiner Bauart in Mähren einzigartig.
- Kapelle am Dorfanger, erbaut 1921.
- steinernes Wegekreuz
- Gedenktafel für die Opfer des Ersten Weltkrieges, geschaffen 1924.
- Naturreservate Roviny und Malhotky, nordwestlich des Dorfes
- Naturpark Ždánický les